# Placówka Straży Granicznej w Zgorzelcu

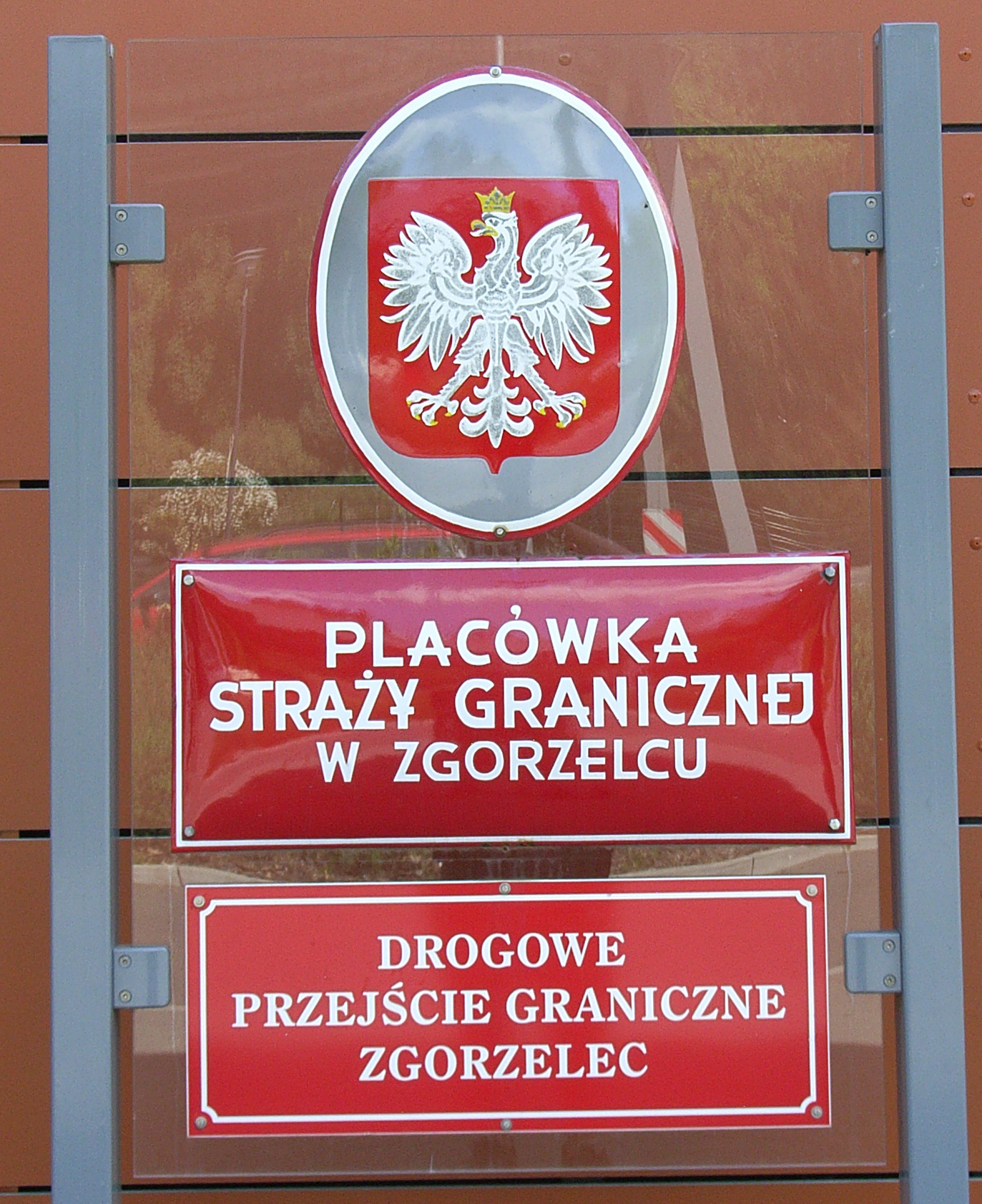
Tablica informacyjna drogowe przejście graniczne Zgorzelec (kwiecień 2007)

Placówka Straży Granicznej w Zgorzelcu – graniczna jednostka organizacyjna polskiej straży granicznej realizująca zadania w ochronie granicy państwowej.

## Terytorialny zasięg działania
Od znaku granicznego nr IV/58 do zn. gran. nr 185 . W rejonie zn. gran. nr 1 zbiega się granica trzech państw Rzeczypospolitej Polskiej, Republiki Czeskiej i Republiki Federalnej Niemiec. Terytorialny zasięg działania Placówki obejmuje 4 powiaty – zgorzelecki, bolesławiecki, lubański i lwówecki.
Linia rozgraniczenia:
1. z placówką Straży Granicznej w Tuplicach: wyłącznie zn. gran. nr 185, dalej granicą gmin Pieńsk i Węgliniec oraz Przewóz i Gozdnica[2] .
2. z placówką Straży Granicznej w Legnicy: włącznie zn. gran. nr IV/89/5, dalej granicą gmin: Platerówka, Siekierczyn, Lubań i Gryfów Śląski oraz Sulików, Zgorzelec, Pieńsk i Nowogrodziec[2] .

Poza strefą nadgraniczną obejmuje z powiatu bolesławieckiego gminy: Bolesławiec (g.m), Bolesławiec, Gromadka, Osiecznica, Warta Bolesławiecka .

## Komendanci placówki
- Roman Rejczak (do 30.06.2009)[3]
- Andrzej Torbicz (był od 01.07.2009 do 03.02.2021)[4]
- Julia Mandecka (p.o. od 04.02.2021)